# Willys Store Eventyr - Grisen, der fik lov at leve 2
Willys Store Eventyr – Grisen, der fik lov at leve 2 (eng: Charlotte's Web 2: Wilbur's Great Adventure) er en tegnefilm fra 2003 og efterfølgeren til Hanna-Barbra filmen Charlottes tryllespind fra 1973. Den blev produceret af Paramount Pictures, Universal Pictures, Universal Cartoon Studios og Nickelodeon; og udgivet af Paramount Home Entertainment i USA og Universal Studios Home Entertainment i resten af verden.

## Stemmer
- Anndi McAfee som Joy
- David Berón som Wilbur
- Julia Duffy som Charlotte
- Dawnn Lewis som Bessie
- Amanda Bynes som Nellie
- Maria Bamford som Aranea
- Laraine Newman som Gwen
- Nika Futterman som Baby Rats
- Rob Paulsen som ræven Farley
- Debi Derryberry som Fern Arable
- Brenda Vaccaro som Mrs. Hirsch
- Jerry Houser som Mr. Zuckerman
- Charles Adler som Templeton og Lurvy
- Harrison Chad som lammet Cardigan
- Valery Pappas som kylling

## Soundtrack
- "It's Not So Hard To Be A Pig"
- "Watch Out Wilbur the Pig!"
- "It's Good To Be Me"
- "Charlotte's kids"